# Кабрера, Сантьяго
Сантья́го Кабре́ра (род. 5 мая 1978, Каракас) — чилийский актёр, известный по ролям Айзека Мендеса в супергеройском телесериале «Герои» (2006—2009), Ланселота в фэнтезийном телесериале «Мерлин» (2008—2011) и Арамиса в телесериале «Мушкетёры» (2014—2016).

## Биография
Сантьяго — сын чилийского дипломата и домохозяйки, родился в Каракасе, Венесуэла. Из-за работы отца в детстве часто переезжал, жил в Торонто, Лондоне, Мадриде и Румынии. Когда ему исполнилось 15, семья вернулась в Чили. Будучи капитаном футбольной команды, в средней школе, Сантьяго в основном занимался лёгкой атлетикой, пока преподаватель театрального кружка не посоветовал ему попробовать себя в актёрском искусстве. В течение трёх лет обучения в Drama Centre London Сантьяго оттачивал своё мастерство, участвуя в таких постановках, как «The Madras House», «A Month in the Country», «Napoli Milionaria», «Britannicus», «The Dutch Courtesan», «The Strangeness of Others», «A Field», «Three Birds Alighting On», в «The Last Days of Don Juan» он сыграл главного героя.
Параллельно с обучением Сантьяго снялся в британских телесериалах «Battles of Britain», «Судья Джон Дид», «Призраки» и «Да неужели». После окончания The Drama Centre он сыграл Монтано в спектакле «Отелло» в Королевском Театре Нортгемптона. Также в 2006 году он сыграл в фильме «Любовь и другие несчастья» вместе с Бриттани Мерфи и Мэттью Ризом.
На американском телевидении он появился в сериале «Империя», где сыграл Октавиана Августа. Больше всего он известен ролью Айзека Мендеса, художника из сериала «Герои». Он также сыграет Ланселота в сериале BBC «Мерлин».
Сантьяго свободно говорит на испанском, английском, французском и итальянском языках. Он очень хорошо играет в теннис, хоккей, занимается дайвингом. 20 января 2007 года во время вечерней программы «Vivo Mun2» на NBC Кабрера рассказал, что профессионально занимался футболом до того, как окончательно решил податься в актёры. Он также утверждал, что Club Deportivo Universidad Católica — его любимая футбольная команда. Кабрера называет Сантьяго своим родным городом, сейчас он живёт в Лондоне.
7 сентября 2008 и 8 июня 2014 Кабрера принимал участие в Soccer Aid, британском благотворительном футбольном матче, организованном в поддержку Детского фонда ООН.

## Фильмография
| Год       |    | Русское название                         | Оригинальное название                          | Роль              |
| --------- | -- | ---------------------------------------- | ---------------------------------------------- | ----------------- |
| 2003      | с  | Призраки                                 | Spooks                                         | Камило Энрикес    |
| 2003      | с  | Судья Джон Дид                           | Judge John Deed                                | Карлос Федор      |
| 2004      | с  | Да неужели                               | As If                                          | почтальон         |
| 2004      | ф  | Гавань                                   | Haven                                          | Ген               |
| 2004      | с  | BBC: Величайшие битвы в истории Британии | Battlefield Britain                            |                   |
| 2004      | ки |                                          | TOCA Race Driver 2                             | Сезар             |
| 2005      | с  | Империя                                  | Empire                                         | Октавиан Август   |
| 2005      | с  | Шекспир на новый лад                     | ShakespeaRe-Told                               | Люцентио          |
| 2006      | ф  | Любовь и другие катастрофы               | Love and Other Disasters                       | Паоло             |
| 2006—2009 | с  | Герои                                    | Heroes                                         | Айзек Мендес      |
| 2007      | ф  | Гол 2: Жизнь как мечта                   | Goal II: Living the Dream                      | Диего Ривера      |
| 2008      | с  | Герои без масок                          | Heroes Unmasked                                | рассказчик        |
| 2008      | ф  | Че                                       | Che                                            | Камило Сьенфуэгос |
| 2008—2011 | с  | Мерлин                                   | Merlin                                         | Ланселот          |
| 2010      | ф  | Семь дней на Земле                       | Meant to Be                                    | Бен               |
| 2010      | ф  | Жизнь рыб                                | La vida de los peces                           | Андрес            |
| 2011      | с  | Тайные операции                          | Covert Affairs                                 | Ксавье            |
| 2012      | с  | Алькатрас                                | Alcatraz                                       | Джимми Диккенс    |
| 2012      | ф  | Кристиада                                | For Greater Glory: The True Story of Cristiada | Отец Вега         |
| 2012      | тф | Хемингуэй и Геллхорн                     | Hemingway & Gellhorn                           | Роберт Капа       |
| 2012      | с  | Декстер                                  | Dexter                                         | Мистер Прайс      |
| 2013      | с  | Анна Каренина                            | Anna Karenina                                  | Алексей Вронский  |
| 2014—2016 | с  | Мушкетёры                                | The Musketeers                                 | Арамис            |
| 2017—2019 | с  | Большая маленькая ложь                   | Big Little Lies                                | Джозеф Бачман     |
| 2017      | ф  | Трансформеры: Последний рыцарь           | Transformers: The Last Knight                  | Сантос            |
| 2017—2018 | с  | Спасение                                 | Salvation                                      | Дариус Танц       |
| 2019      | ф  | Эма: Танец страсти                       | Ema                                            | Анибал            |
| 2020      | ф  | Фея-крёстная                             | Godmothered                                    | Хью               |
| 2020—2022 | с  | Звёздный путь: Пикар                     | Star Trek: Picard                              | Крис Риос         |
| 2022      | с  | Бортпроводница                           | The Flight Attendant                           | Марко             |
| 2022      | мс | Отмена                                   | Undone                                         | Педро Рейс        |
| 2023      | с  | Неон                                     | Neon                                           | Оскар             |
| 2024      | ф  | Битлджус Битлджус                        | Beetlejuice Beetlejuice                        | Ричард            |
| 2024      | с  | Уборщица                                 | The Cleaning Lady                              | Хорхе Санчес      |
| 2024      | с  | Земля женщин                             | Land of Women                                  | Амат              |

## Награды

### Победы
- 2007 — Future Classic Award — Герои

### Номинации
- 2007 — ALMA — «Лучший актер — телесериал» — Герои